# Repedea
Repedea (in ungherese Erdődszád) è un comune della Romania di 4 673 abitanti , ubicato nel distretto di Maramureș, nella regione storica della Transilvania.